# Коробы (Владимирская область)
Коробы — упразднённая деревня в Вязниковском районе Владимирской области России.

## География
Урочище находится в северо-восточной части области, в зоне хвойно-широколиственных лесов, в пределах Волжско-Окского междуречья, к западу от автодороги 17К-5, на расстоянии примерно 16 километров (по прямой) к северо-западу от города Вязники, административного центра района.

### Климат
Климат характеризуется как умеренно континентальный. Средняя температура воздуха самого холодного месяца (января) — −11,1 °C (абсолютный минимум — −48 °С), средняя максимальная температура воздуха (июля) — +23,3 °С (абсолютный максимум — +37 °С). Годовое количество атмосферных осадков составляет около 607 мм, из которых 413 мм выпадает в период с апреля по октябрь.

## История
В «Списке населенных мест Владимирской губернии по сведениям 1859 года» населённый пункт упомянут как владельческая деревня Вязниковского уезда, расположенная при колодце, в 20 верстах от уездного города. В деревне насчитывалось 15 дворов и проживало 111 человек (55 мужчин и 56 женщин).
По состоянию на 1905 год, в Коробах имелось 18 дворов и проживало 106 человек. В административном отношении деревня входила в состав Мстерской волости.
По данным 1926 года в деревне имелось 18 хозяйств и проживало 85 человек (51 мужчина и 51 женщина). Являлась частью Посковского сельсовета.
На момент упразднения входила в состав Барско-Татаровского сельсовета Вязниковского района. Упразднена решением облисполкома № 319 от 16 мая 1986 года как фактически не существующая.